# 1995 YS25
1995 YS25 är en asteroid i huvudbältet som upptäcktes den 27 december 1995 av den tyske amatörastronomen Wolf Bickel vid Bergisch Gladbach observatoriet.